# USS Sterett (DD-407)
USS Sterett (DD-407) là một tàu khu trục lớp Benham được Hải quân Hoa Kỳ chế tạo vào cuối những năm 1930. Nó là chiếc tàu chiến thứ hai của Hải quân Hoa Kỳ được đặt tên theo Andrew Sterett (1778-1807), một sĩ quan hải quân từng tham gia cuộc Chiến tranh Quasi với Pháp và Chiến tranh Barbary thứ nhất. Sterett đã hoạt động trong suốt Chiến tranh Thế giới thứ hai, được cho ngừng hoạt động sau khi chiến tranh kết thúc, và bị bán để tháo dỡ vào năm 1947.

## Thiết kế và chế tạo
Sterett được đặt lườn tại Xưởng hải quân Charleston vào ngày 2 tháng 12 năm 1936. Nó được hạ thủy vào ngày 27 tháng 10 năm 1938; được đỡ đầu bởi bà Camilla Ridgely Simpson; và được đưa ra hoạt động vào ngày 15 tháng 8 năm 1939 dưới quyền chỉ huy của Thiếu tá Hải quân Atherton Macondray.

## Lịch sử hoạt động

### Trước chiến tranh
Sterett khởi hành từ Charleston, South Carolina vào ngày 28 tháng 10 năm 1939 cùng với hai tàu khu trục khác vừa mới đưa vào hoạt động Mustin và Hughes, cho chuyến đi chạy thử máy trong vùng vịnh Mexico. Nó đã viếng thăm Veracruz, Cristóbal, Mobile và vịnh Guantánamo trước khi quay trở về Charleston vào ngày 20 tháng 12. Chiếc tàu khu trục được đại tu sau thử máy và chạy thử tại Charleston trước khi lên đường vào ngày 4 tháng 5 năm 1940. Được phân về Đội khu trục 15, nó gặp gỡ Hammann tại vịnh Guantánamo, và hai chiếc tàu khu trục lên đường đi San Diego, California ngang qua kênh đào Panama. Chúng đi đến San Diego vào ngày 23 tháng 5; và trong một tháng tiếp theo, Sterett luân phiên hoạt động huấn luyện và canh phòng máy bay cho tàu sân bay Enterprise. Vào ngày 24 tháng 6, nó lên đường đi Hawaii cùng với Enterprise và năm tàu khu trục khác, đi đến Trân Châu Cảng vào ngày 2 tháng 7.
Sterett hoạt động ngoài khơi Trân Châu Cảng trong mười tháng tiếp theo, tham gia một số chuyến thực hành và tuần tra. Khi  Mississippi rời Trân Châu Cảng vào ngày 14 tháng 5 năm 1941, Sterett đã nằm trong thành phần hộ tống cho chiếc thiết giáp hạm. Các con tàu băng qua kênh đào Panama và đi đến Norfolk vào ngày 28 tháng 6. Nó sau đó hộ tống cho USS Long Island khi chiếc tàu sân bay hộ tống mới thực hiện chuyến đi chạy thử máy tại vùng biển Bermuda. Nó tiến hành các chuyến Tuần tra Trung lập cùng với tàu sân bay Wasptrong thời gian còn lại của năm 1941.

### Thế Chiến II
Sau khi Nhật Bản bất ngờ tấn công Trân Châu Cảng khai mào chiến tranh tại Thái Bình Dương, Sterett di chuyển cùng với Wasp tại khu vực Bermuda cùng một số các tàu tuần dương và tàu khu trục khác nhằm đối phó với khả năng mối đe dọa của các tàu chiến thuộc phe Vichy Pháp thả neo tại Martinique.

#### 1942
Sterett trải qua những tháng đầu của chiến tranh tuần tra ngoài khơi bờ Đông Hoa Kỳ. Vào giữa tháng 1 năm 1942, nó đi đến Argentia, Newfoundland để gặp gỡ Lực lượng Đặc nhiệm 15, rồi hộ tống một đoàn tàu vận tải đi Đoàn tàu được chuyển giao cho hai tàu khu trục Anh vào ngày 23 tháng 1, và nó đi vào Hvalfjörður, Iceland vào ngày 26 tháng 1. Chiếc tàu khu trục quay trở về Hoa Kỳ đến thành phố New York vào ngày 9 tháng 2, và nó lại khởi hành vào ngày 15 tháng 2 để gặp gỡ chiếc tàu biển chở hành khách RMS Queen Mary ngoài khơi phá nước cảng Boston, để hộ tống nó đi vào cảng an toàn. Sau hai chuyến đi lại giữa Boston và Casco Bay, Maine, Sterett gia nhập cùng Wasp trong thành phần hộ tống cho nó để làm nhiệm vụ cùng Hạm đội Nhà Anh Quốc. Đội đặc nhiệm đi đến Scapa Flow thuộc quần đảo Orkney vào ngày 4 tháng 4.
Khi Wasp thực hiện chuyến đi thứ nhất nhằm tăng viện máy bay chiến đấu cho Malta đang bị phong tỏa, Sterett đã hoạt động cùng hạm đội Anh ngoài khơi Scapa Flow; nhưng nó đã có mặt cùng chiếc tàu sân bay trong chuyến đi tăng viện thứ hai đến Malta từ ngày 29 tháng 4 đến ngày 15 tháng 5, và sau khi quay trở về Scapa Flow đã lên đường quay về Hoa Kỳ. Đội đặc nhiệm về đến Norfolk, Virginia vào ngày 27 tháng 5, và đến ngày 5 tháng 6, nó lên đường đi San Diego, đến nơi vào ngày 19 tháng 6. Nó khởi hành vào ngày 1 tháng 7 trong thành phần Lực lượng Đặc nhiệm 18, đi ngang qua Tongatapu để đến quần đảo Fiji. Nó được điều sang Lực lượng Đổ bộ Viễn chinh Nam Thái Bình Dương dưới quyền Chuẩn đô đốc Richmond K. Turner, và thực hành huấn luyện tại khu vực quần đảo Fiji cho đến ngày 1 tháng 8.
Sterett trải qua thời gian còn lại của năm 1942 và trọn năm 1943 hỗ trợ các lực lượng Đồng Minh khi họ tiến quân dọc theo bậc thang hình thành bởi các quần đảo Solomon và Bismarck. Hạm đội tấn công Solomon được hỗ trợ bởi ba đội đặc nhiệm tàu sân bay do Saratoga, Enterprise và Wasp dẫn đầu, đi đến mục tiêu vào cuối ngày 6 tháng 8. Sư đoàn 1 Thủy quân Lục chiến sau đó đổ bộ lên Tulagi và Guadalcanal; trong khi Sterett cùng đội đặc nhiệm Wasp tuần tra giữa các cơn mưa rào nhiệt đới, đánh trả thành công một lực lượng 18 máy bay đối phương xuất phát từ Rabaul thuộc quần đảo New Britain. Trong ba ngày tiếp theo, đơn vị của Wasp bảo vệ các tuyến đường tiếp liệu đến Tulagi; và sau đó Sterett di chuyển về phía Đông để bảo vệ cho tàu sân bay hộ tống USS Long Island (CVE-1) vận chuyển 31 máy bay Thủy quân Lục chiến đến bổ sung cho công việc phòng thủ Guadalcanal. Gia nhập trở lại đội của Wasp hầu như ngay sau đó, Sterett tiếp tục ở lại cùng đơn vị này cho đến khi Đội khu trục 15 được cho tách ra vào ngày 10 tháng 9.
Trong một tháng sau đó, Sterett hộ tống các đoàn tàu vận tải và tăng viện đến khu vực quần đảo Solomon. Sau nhiệm vụ hộ tống cho Bellatrix và Betelgeuse đi Espiritu Santo thuộc quần đảo New Hebride và hộ tống chiếc sau suốt chặng đường đi Nouméa, New Caledonia, nó quay trở lại Guadalcanal tháp tùng hai tàu vận tải McCawley và Zeilin chất đầy binh lính và thiết bị. Trong khi các tàu vận tải chất dỡ, nó nả pháo vào các máy bay ném bom đối phương tấn công và các khẩu đội pháo bờ biển đang quấy phá sân bay Henderson. Nó quay trở lại New Hebrides, và sau khi được tiếp nhiên liệu, lại ra khơi vào ngày 31 tháng 10 tiếp tục hộ tống cho lực lượng tăng viện đến Guadalcanal. Nó đã hỗ trợ cho việc thiết lập bãi đổ bộ, và sau đó gia nhập cùng các tàu tuần dương San Francisco và Helena trong việc bắn phá các cứ điểm của quân Nhật gần Koli Point. Hai ngày sau, nó rút lui về Espiritu Santo.

##### Hải chiến Guadalcanal
Tại Espiritu Santo, Sterett gặp gỡ một đoàn tàu tăng viện khác và hộ tống chúng đi đến Lunga Point, Guadalcanal. Trong khi binh lính được đổ bộ lên bờ vào sáng ngày 12 tháng 11, nó chiếm lấy vị trí tuần tra canh phòng những cuộc không kích của đối phương. Ngay sau giữa trưa, nó nhận được tin tức từ một trinh sát viên duyên hải địa phương ở Buin, Papua New Guinea về một đội hình lớn máy bay đối phương đang tiến đến gần. Không đầy một giờ sau, những kẻ tấn công xuất hiện từ phía Tulagi và đảo Florida. Nằm ngay trên hướng tấn công chính của máy bay đối phương, hỏa lực phòng không của Sterett đã bắn rơi bốn máy bay ném bom-ngư lôi đối phương trong khi lẩn tránh thành công ít nhất ba quả ngư lôi. Cho đến 14 giờ 50 phút ngày hôm đó, 32 máy bay Nhật đã bị bắn hạ bởi hỏa lực phòng không và các máy bay tiêm kích.
Chiều tối hôm đó, sau khi hộ tống các tàu vận tải đi về phía Đông an toàn, Sterett gia nhập lực lượng tuần dương-khu trục dưới quyền chỉ huy của Chuẩn đô đốc Daniel J. Callaghan, và quay trở lại qua eo biển Lengo để đánh chặn lực lượng đặc nhiệm Nhật Bản dưới quyền Phó đô đốc Hiroaki Abe. Sterett và các tàu khu trục cùng đội dẫn trước đội hình, tiếp nối bởi năm tàu tuần dương và một đội hậu vệ gồm thêm bốn tàu khu trục, băng qua Lunga Point, tăng tốc độ và khi đến một điểm cách 3 hải lý (5,6 km) về phía Bắc Tassafaronga đã đổi hướng. Khi các tàu chiến tiến đến gần đảo Savo, màn hình radar của họ hiển thị tín hiệu các tàu tàu chiến đối phương; Helena báo cáo phát hiện đầu tiên lúc 01 giờ 30 phút ngày 13 tháng 11, và không lâu sau đó mọi tàu chiến Hoa Kỳ đều phát hiện đối thủ. Hai lực lượng sáp lại nhau với tốc độ kết hợp chung vượt quá 40 hải lý trên giờ (74 km/h).
Các tàu chiến Hoa Kỳ tiến thẳng vào giữa đội hình Nhật Bản, và một cuộc đấu pháo dữ dội nổ ra. Lúc 01 giờ 40 phút, Đô đốc Callaghan ra lệnh cho những chiếc mang số lẻ trong đội hình bắn vào tàu đối phương bên mạn phải trong khi những chiếc số chẵn bắn sang mạn trái. Sterett nổ súng vào một tàu tuần dương bên mạn phải, nhưng lại bị hỏa lực nặng nề từ thiết giáp hạm Hiei bên mạn trái nó. Vào lúc này, trận chiến trở thành những cuộc đấu tay đôi; Sterett hướng về phía Hiei, phóng ra bốn quả ngư lôi đồng thời bắn phá cấu trúc thượng tầng đối thủ với pháo 5-inch. Nó ghi được hai quả ngư lôi trúng đích trước khi một mục tiêu thứ ba cắt ngang mũi nó. Với sự xuất hiện của một đối thủ có kích thước lớn hơn nó, Sterett xoay dàn pháo chính nhắm vào mục tiêu mới và phóng hai quả ngư lôi. Trước khi chiếc tàu khu trục Nhật bắn trả được vào Sterett, nó bị nhấc khỏi mặt nước bởi vụ nổ do ngư lôi và chìm xuống eo biển Đáy Sắt.
Khi này Sterett bị bắn trả dữ dội bởi Hiei và nhiều tàu đối phương khác. Đến 02 giờ 30 phút, khi lực lượng Nhật Bản rút lui về phía đảo Savo, Sterett cũng bắt đầu rút lui, các khẩu pháo phía đuôi và dàn ống phóng ngư lôi bên mạn phải bị loại khỏi vòng chiến. Nó gặp khó khăn để có thể bắt kịp phần còn lại của lực lượng do bị hư hại bánh lái và thỉnh thoảng phải giảm tốc độ để kiểm soát đám cháy phía đuôi tàu. Đến bình minh, nó gia nhập trở lại được đội hình phía đuôi mạn phải chiếc San Francisco.
Trước khi lên đường quay trở về Espiritu Santo vào ngày 13 tháng 11, Sterett tấn công bằng mìn sâu một tín hiệu dò được bằng sonar, có thể là chiếc tàu ngầm mà một giờ sau đã đánh chìm Juneau. Nó đi đến New Hebrides vào ngày 14 tháng 11, được sửa chữa khẩn cấp, và khởi hành từ Espiritu Santo mười ngày sau đó. Viếng thăm Trân Châu Cảng trên đường đi, nó về đến vịnh San Francisco và đi vào Xưởng hải quân Mare Island, nơi nó được sửa chữa trong hai tháng.

#### 1943
Sterett khởi hành từ San Francisco vào ngày 10 tháng 2 năm 1943, gia nhập cùng tàu sân bay hộ tống Nassau tại Trân Châu Cảng, và cùng nhau đi đến Espiritu Santo vào ngày 8 tháng 3. Nó quay trở lại nhiệm vụ thường lệ trước đây, hộ tống các đoàn tàu vận tải tại khu vực Solomon-Bismarck, cũng như tuần tra tại khu vực này chống các đoàn tàu tăng viện đối phương.
Vào ngày 6 tháng 8, Sterett di chuyển trong eo biển Đáy Sắt trong đội thứ hai của một lực lượng sáu tàu khu trục dưới quyền chỉ huy của Trung tá Hải quân Frederick Moosbrugger. Lúc 12 giờ 00, trinh sát trên không báo cáo phát hiện một lực lượng bốn tàu khu trục đối phương đang vận chuyển binh lính và tiếp liệu đến Kolombangara ngang qua vịnh Vella. Khi trời tối, lực lượng Hoa Kỳ cẩn thận vượt qua eo biển Gizo để đi đến vịnh Vella, và đến nữa đêm, hai đội hình vòng qua bờ biển Kolombangara ở cách nhau khoảng 2 hải lý (3,7 km). Radar phát hiện các tàu khu trục Nhật hướng về phía Nam với tốc độ lên đến 30 hải lý trên giờ (56 km/h). Một đội khu trục tung ra tám quả ngư lôi nhắm vào đội hình Nhật Bản bên mạn trái, sau đó đội của Sterett cũng phóng ngư lôi và nổ súng. Ba trong số bốn tàu khu trục đối phương, Arashi, Hagikaze và Kawakaze, đắm do trúng ngư lôi và đạn pháo 5-inch; Shigure, chiếc duy nhất sống sót, rút lui hết tốc độ về phía Buin. Tại vịnh Vella, Sterett và đồng đội đã ghi công tiêu diệt ba tàu khu trục, trên 1500 binh lính và thủy thủ cùng phần lớn trong số 50 tấn hàng tiếp liệu.
Trong thời gian còn lại của tháng 8 và phần lớn tháng 9, Sterett tuần tra tại khu vực Solomon. Vào ngày 8 tháng 10, nó đi đến Sydney, Australia hộ tống chiếc tàu tuần dương hạng nhẹ Cleveland. Hai chiếc tàu chiến quay trở lại Espiritu Santo vào ngày 24 tháng 10, và vào đầu tháng 11, nó tháp tùng lực lượng tấn công đi đến Bougainville thuộc quần đảo Solomon. Từ ngày 5 đến ngày 11 tháng 11, nó bảo vệ các tàu sân bay khi chúng tung máy bay bắn phá tàu bè tại Rabaul, cũng như trong cuộc không kích vào ngày 9 tháng 12 xuống đảo Nauru. Sau đó nó rút lui về New Hebride cho đến ngày 27 tháng 12. Trong những ngày cuối cùng của năm 1943, nó hộ tống thiết giáp hạm Alabama đi Trân Châu Cảng; rồi hướng đến quần đảo Ellice, đi đến Funafuti vào ngày 21 tháng 1 năm 1944. Hai ngày sau, nó ra khơi hộ tống các tàu sân bay Bunker Hill và Monterey.

#### 1944
Từ ngày đến ngày 29 tháng 1 đến ngày 7 tháng 3 năm 1944, Sterett hoạt động tại các quần đảo Mariana và Marshall. Vào ngày 29 tháng 1, máy bay từ các tàu sân bay đã không kích các đảo Roi và Namur thuộc đảo san hô Kwajalein; tiếp đó vào ngày 12 tháng 2, chúng tấn công Truk; và năm ngày sau đó nó hộ tống cho các tàu sân bay trong cuộc không kích lên Tinian và Saipan. Nó rời khu vực Marshall để đi New Hebride, nơi nó tham gia lực lượng Đổ bộ lên Emirau. Nó dừng tại vịnh Purvis, đảo Florida vào ngày 4 tháng 4, rồi viếng thăm Efate vào ngày 7 tháng 4 trong hành trình đi từ quần đảo Emirau quay trở về Hoa Kỳ.
Sterett ghé qua Trân Châu Cảng trong các ngày 16 và 17 tháng 4 trước khi đi đến Xưởng hải quân Puget Sound. Nó được sửa chữa trong xưởng tàu từ ngày 24 đến ngày 30 tháng 4, rồi di chuyển dọc bờ biển để đến vịnh San Francisco vào ngày 3 tháng 5. Nó khởi hành đi Oahu  hai ngày sau đó và đến nơi vào ngày 10 tháng 5. Trong hai tuần lễ, nó thực hành ngoài khơi quần đảo Hawaii, rồi lên đường cùng Đội đặc nhiệm 12.1 để đi sang quần đảo Marshall. Tại Majuro vào ngày 30 tháng 5, nó ra khỏi vũng biển cùng Lực lượng Đặc nhiệm 58 vào ngày 6 tháng 6, bảo vệ cho các tàu sân bay trong hoạt động tấn công quần đảo Mariana. Nó hộ tống các tàu sân bay từ ngày 11 đến ngày 25 tháng 6 khi chúng tung các đợt không kích xuống Saipan, Iwo Jima, Guam và Rota, thường xuyên phải đẩy lui các cuộc phản công của máy bay Nhật.
Từ ngày 25 tháng 6 đến ngày 7 tháng 7, Sterett tuần tra tại vùng biển chung quanh Guam và Rota cũng như bắn phá Guam. Sau khi hộ tống cho các tàu sân bay trong việc càn quét Yap, Palau, và Ulithi, nó lên đường đi Eniwetok trên đường đi Puget Sound. Nó dừng chân tại Trân Châu Cảng từ ngày 10 đến ngày 14 tháng 8 trước khi hướng đến Bremerton, Washington; đi vào Xưởng hải quân Puget Sound vào ngày 20 tháng 8. Hoàn tất việc đại tu, nó chạy thử máy dọc theo vùng bờ Tây trước khi lên đường vào ngày 13 tháng 10 để đi sang quần đảo Hawaii. Chiếc tàu khu trục khởi hành từ Oahu cùng Đơn vị Đặc nhiệm 16.8.5 vào ngày 19 tháng 11, và đi đến cảng Seeadler ở Manus thuộc quần đảo Admiralty mười hai ngày sau đó. Hai tuần trước lễ Giáng Sinh 1944, nó đi vào vịnh Leyte thuộc Philippines để tuần tra và hộ tống vận tải.
Vào ngày 26 tháng 12, Sterett lên đường cùng một đoàn tàu vận tải tiếp liệu đi Mindoro; họ bị quân Nhật tấn công hai ngày sau đó. Sáng sớm hôm đó, ba máy bay tấn công cảm tử kamikaze đã nhắm vào đoàn tàu. Hỏa lực phòng không đã bắn rơi chiếc thứ nhất, nhưng hai chiếc còn lại đã đâm vào các tàu buôn. Chiếc tàu khu trục tiếp tục bảo vệ cho các tàu vận tải cho đến khi đơn vị đặc nhiệm được giải tán vào ngày 1 tháng 1 năm 1945. Trong ngày đó, nó quay trở về vịnh San Pedro, tự nhận đã bắn rơi một máy bay đối phương trên đường đi và trợ giúp vào việc bắn rơi hai chiếc khác.

#### 1945
Trong ba tháng tiếp theo sau, Sterett hoạt động tại vùng biển Nam và Trung tâm Thái Bình Dương, chủ yếu trong vai trò tuần tra và hộ tống vận tải tại khu vực Solomon. Vào ngày 1 tháng 4 năm 1945, nó có mặt ngoài khơi Okinawa, phục vụ như tàu cột mốc radar. Tại Okinawa, phía Nhật tung ra những cuộc tấn công tự sát quy mô lớn nhắm vào hải quân Mỹ, đặc biệt bị đánh trúng nhiều là những tàu làm cột mốc radar. Vào ngày 6 tháng 4, nó được phái đến trợ giúp cho chiếc tàu khu trục Bennett đi đến Okinawa sau khi chiếc này bị máy bay kamikaze đánh trúng.
Ba ngày sau, bản thân Sterett phải chịu đựng số phận tương tự. Đang khi trực chiến tại cột mốc radar số 4 về phía Đông Bắc Okinawa, năm máy bay đối phương đã xông vào nó cùng LCS-36 và LCS-24. Chiếc thứ nhất bị đánh đuổi và bị rơi sau đó; chiếc thứ hai bị dàn pháo chính của chiếc tàu khu trục bắn rơi; nhưng chiếc thứ ba, cho dù đã bị hoả lực phòng không bắn trúng, vẫn đâm vào mạn phải Sterett tại mực nước. Con tàu bị mất điện, nhưng các khẩu pháo 20mm và 40mm của nó tiếp tục bắn rơi chiếc thứ tư. Chiếc tàu khu trục bị mất lái, mất điện cung cấp mọi khẩu pháo và hệ thống kiểm soát hỏa lực cũng như mất toàn bộ thông tin liên lạc, và các thùng chứa nhiên liệu phía trước của nó bị vỡ. Tuy nhiên, sau khi kiểm soát được đám cháy, điều khiển lái và thông tin liên lạc tạm thời được tái lập, và nó di chuyển về phía Kerama Retto với sự trợ giúp phòng không của chiếc Jeffers.
Sau khi được sửa chữa khẩn cấp tại Kerama Retto, Sterett di chuyển cùng Đơn vị Đặc nhiệm 53.7.1 đến Ulithi, rồi từ đây cùng với tàu khu trục hộ tống Rail lên đường đi Trân Châu Cảng. Sau khi trải qua từ ngày 1 đến ngày 10 tháng 5 tại đây, nó lại tiếp tục đi Bremerton, Washington để được tiếp tục sửa chữa thêm. Trong các tháng 6, 7 và 8, 1945, nó tiếp tục ở lại vùng bờ Tây; rồi từ ngày 21 đến ngày 28 tháng 8, nó lại đi đến Trân Châu Cảng, thực hành bắn phá bờ biển và tác xạ phòng không trong một tháng. Vào ngày 25 tháng 9, nó lên đường cùng với Mississippi, North Carolina và Enterprise.

### Sau chiến tranh
Sterett băng qua kênh đào Panama vào ngày 8 và 9 tháng 10, và sau khi ghé lại Coco Solo trong ba ngày lại tiếp tục đi lên phía Bắc, đi đến New York vào ngày 17 tháng 10. Sterett được cho xuất biên chế tại đây vào ngày 2 tháng 11 năm 1945; tên nó được cho rút khỏi danh sách Đăng bạ Hải quân vào ngày 25 tháng 2 năm 1947; và nó bị bán cho hãng Northern Metal Company ở Philadelphia vào ngày 10 tháng 8 để tháo dỡ.

## Phần thưởng
Sterett được tặng thưởng mười hai Ngôi sao Chiến trận và danh hiệu Đơn vị Tuyên dương Tổng thống Cộng hòa Philippine do thành tích phục vụ trong Chiến tranh Thế giới thứ hai.